# Joana de Valois i d'Anjou
Joana de Valois (1435 - 1482), princesa de França i duquessa consort de Borbó (1456-1482).

## Orígens familiars
Nasqué el 1435 sent filla del rei Carles VII de França i la seva esposa Maria d'Anjou. Per línia paterna era neta del rei Carles VI de França i Elisabet de Baviera, i per línia materna del duc Lluís II d'Anjou i Violant d'Aragó. Fou germana del també rei Lluís XI de França.

## Núpcies i descendents
Es casà el 1447 al castell de Moulins amb el futur duc Joan II de Borbó, descendent del rei Lluís IX de França. D'aquesta unió no tingueren fills.